# Goretti Kyomuhendo

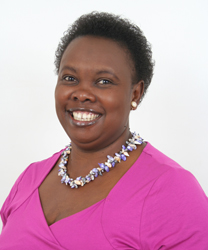
Goretti Kyomuhendo (2011)

Goretti Kyomuhendo (* 1. August 1965 als Maria Goretti Kyomuhendo) ist eine ugandische Schriftstellerin, Kolumnistin und literarische Aktivistin. Von 1996 bis 2007 war sie die erste Programmkoordinatorin der Non-Profit-Organisation FEMRITE, die literarisches Schreiben von Frauen in Uganda fördert. Darüber hinaus gründete sie 2009 den African Writers Trust (AWT). Romane wie Secrets No More (1999) und Waiting. A Novel of Uganda at War (2007) sind international bekannt.

## Leben
Goretti Kyomuhendo wurde 1965 in Hoima im Westen Ugandas geboren. Dort absolvierte sie ihre Schulausbildung in der Kibuli und Sir Tito Winyi Secondary School und begann anschließend Marketing am National College of Business Studies (heute Teil der Makerere-Universität) in Kampala zu studieren. 2004/2005 schloss sie ein Masterstudium in Creative Writing an der Universität KwaZulu-Natal in Südafrika ab, wo sie 2004 als Tutorin für Kreatives Schreiben tätig war und den ersten Entwurf ihres Romans Waiting 2005 als Abschlussarbeit einreichte. Goretti Kyomuhendo ist verheiratet und Mutter. 2007 zog sie nach London und lebt heute abwechselnd in London und Uganda.

## Werk
Als Goretti Kyomuhendo nach ihrer Ausbildung auf der Suche nach einem Job auf eine Annonce in der Zeitung New Vision stieß, begann sie für deren Sonntagsausgabe Kurzgeschichten zu veröffentlichen. Später schrieb sie regelmäßig Kolumnen im Daily Monitor. Ihre Erzählungen waren für die Zeitungsherausgeber meist zu lang und ihr wurde geraten, ihre Texte in Buchform zu veröffentlichen, wodurch die Idee für Kyomuhendos ersten Roman The First Daughter entstand. Im Mittelpunkt von Kyomuhendos bisher (Stand Mitte 2021) erschienenen Romanen und Erzählungen stehen junge Frauen, die Armut, Kindheitstraumata und patriarchaler Gewalt ausgesetzt sind und versuchen, ein selbstbestimmtes Leben zu führen. Schlüssel zu einem emanzipierten Leben der Protagonistinnen sind stets Bildung und die damit einhergehenden Berufsmöglichkeiten für die jungen Frauen.
Im Auftrag der UNICEF erstellte Kyomuhendo ein multimediales Skript für Kinder in Konfliktsituationen, das 2002 als der Comic Sara and the Boy Soldier illustriert und publiziert wurde. 2008 erteilte ihr der britische Verlag Macmillan Publishers den Auftrag, zwei Kinderbücher über HIV / AIDS zu verfassen, die noch im selben Jahr unter den Titeln Justus Saves His Uncle und A Chance to Survive erschienen. Durch ihre Tätigkeiten bezeichnet sie sich selbst als Aktivistin und Feministin.

### The First Daughter
Die Heldin in Kyomuhendos erstem Roman The First Daughter (1997) ist Kaasemiire, die in ärmlichen Verhältnissen in der Nähe von Hoima aufwächst. Ihr tyrannischer Vater setzt trotz seiner Frauenfeindlichkeit Hoffnungen in sie und ermöglicht es ihr, eine höhere Schule zu besuchen. Noch vor ihrem Schulabschluss wird sie von ihrer großen Liebe schwanger und zieht so den Zorn ihres Vaters und die Enttäuschung ihrer Mutter auf sich. Scheinbar von ihrem Geliebten im Stich gelassen, nimmt sie eine Stelle als Hausmädchen bei einer wohlhabenden Familie in der Stadt an und lässt ihren Sohn bei ihrer Mutter im Dorf zurück. Nachdem der Familienvater versucht, sie zu vergewaltigen, flieht Kaasemiire aus dem Haushalt, wird in einem Kloster aufgenommen und kann ihr Jura-Studium beenden. Kurz davor trifft sie den Vater ihres Kindes wieder, den sie immer noch liebt und der, wie sich herausstellt, durch zahlreiche unglückliche Umstände davon abgehalten worden war, sie mit dem Kind zu unterstützen. Die beiden heiraten und sie können Kaasemiires Familie aus der Armut befreien.

### Secrets no More
Für ihren zweiten Roman Secrets no More (1999) wählte Kyomuhendo die Massaker an den „Tutsis“ im Vorfeld des Völkermords 1994 als Ausgangspunkt für die Handlung. Die Protagonistin Marina erlebt als Kind die grausame Ermordung ihres „Hutu“-Vaters sowie die Vergewaltigung und Tötung ihrer „Tutsi“-Mutter, deren eigene Eltern bereits 1995 im Massaker ermordet wurden. Marina kommt als Flüchtling in ein Waisenhaus in der Nähe von Hoima und wächst dort unter der Fürsorge von Pater Marcel auf. Eines Tages vergewaltigt sie Matayo, Priesteranwärter und ebenfalls Schützling von Pater Marcel. Als sie bereits einige Zeit in Hoima wohnte, um dort eine weiterführende Schule zu besuchen, entdeckt sie, dass sie von dieser Vergewaltigung schwanger wurde und gebärt kurz darauf ihr Kind Rosaria. Bis zum Ende des Romans bleibt für ihr Umfeld unklar, wer der Vater des Kindes ist. Marina – unfähig ihr Kind zu lieben – gibt Rosaria in die Obhut des Waisenhauses und findet eine Anstellung bei einer reichen Familie. Über diese lernt sie auch ihren zukünftigen Ehemann kennen. Unwissend, dass er nur durch Betrug zu seinem Reichtum gelangt ist und seine erste Geliebte aus Eifersucht töten ließ, heiratet sie ihn. Kurz vor Pater Marcels Tod beichtet Matayo diesem die Vergewaltigung und gesteht, Rosarias Vater zu sein. Durch ihr Erbe von Pater Marcel kann Marina ihren tyrannischen Ehemann verlassen und fühlt sich nun bereit für ihr Kind zu sorgen und ein neues Leben zu beginnen. Für Secrets No More wurde Kyomuhendo 1999 der Uganda National Book Trust Award in der Kategorie „bester Roman“ verliehen.

### Whispers from Vera
Goretti Kyomuhendos dritter Roman Whispers from Vera (2002) begann als Kolumne in der ugandischen Zeitung The Crusader und erschien zwischen 1996 und 1998 unter dem Titel „From Vera to Assumpta“. Sowohl inhaltlich als auch formal unterscheidet sich dieser Roman von den zuvor erschienenen. Im Gegensatz zu den früheren Protagonistinnen in Kyomuhendos Büchern hat die Protagonistin Vera bereits ein Studium absolviert, lebt unabhängig und arbeitet erfolgreich in einem Unternehmen. In Form eines in kolloquialem Stil verfassten Briefes teilt Vera mit ihrer Freundin Details aus dem Leben mit ihrem Mann Eric, ihren gemeinsamen städtischen Vergnügungen mit Freunden und einer Reise nach London, ihre Erfahrung als berufstätige Mutter und thematisiert dabei explizit weibliche Sexualität und Emanzipation. Wie auch in ihren anderen Romanen, beschreibt Kyomuhendo den Kontrast zwischen ländlich-traditionellem und städtisch-modernem Leben, in dem Bildung möglich ist.

### Waiting. A Novel of Uganda at War
In Waiting. A Novel of Uganda at War (2007) entfaltet sich die Handlung in der Zeit kurz vor dem Sturz des ugandischen Diktators Idi Amin. Waiting schildert das Leben einer kleinen Dorfgemeinschaft in der Nähe von Hoima mit der unmittelbaren Bedrohung durch die Soldaten unter Idi Amin am Rückzug vor der Uganda National Liberation Army. Während der Geburt eines Geschwisterchens der Protagonistin Alinda kommen die plündernden Soldaten und erschießen Kaka, eine ältere Frau, die mit der Familie lebt und als Hebamme bei der Geburt assistierte. Aufgrund der schlechten medizinischen Versorgung stirbt die Mutter kurze Zeit nach der Geburt und die Familie schafft es nur mit Mühe, das Neugeborene zu ernähren. Als schließlich die Uganda National Liberation Armee in ihr Dorf kommt und dort für mehrere Monate bleibt, verliebt sich Alindas Freundin Jundu in einen der Soldaten. Nach dem überstürzten Aufbruch der Armee reist Jundu – scheinbar von ihrem Geliebten zurückgelassen – dem Trupp hinterher und wird vermutlich die erste weibliche Soldatin. Ihr Bruder Tendo schließt sich ebenfalls den Soldaten an. Der Roman endet mit der Rückkehr des Vaters in die Stadt, wo er seinen Geschäften nachgeht und dem Ausblick der Kinder darauf, bald wieder in die Schule zurückkehren zu dürfen.

## Rezeption
Goretti Kyomuhendo war die erste ugandische Frau, die das „International Writing Program fellowship“ der Universität von Iowa erhielt (1997). 2001 war Goretti Kyomuhendo zu Gast beim Internationalen Literaturfestival Berlin. Kyomuhendos erster Roman The First Daughter wurde in Uganda sehr positiv rezipiert und wird seither als Schullektüre verwendet. Secrets No More polarisierte aufgrund der expliziten Sexszenen. Das Schreiben über Schmerz und Lust der Frau beim Sex brachte ihr die Bezeichnung „vaginalist“ ein. In adaptierter Form wird Secrets No More trotzdem in einigen Schulen verwendet, ebenso ihre beiden 2008 erschienenen Kinderbücher Justus Saves His Uncle und A Chance to Survive. Kyomuhendos dritter Roman Waiting erhielt bisher die größte internationale Beachtung. Publishers Weekly beschrieb Kyomuhendos Erzählung als „lebhaft und mit unerschrockener Verve“ verfasst. Kirkus Reviews, New Statesmen, Mail&Guardian und Pambazuka News äußerten sich ebenfalls sehr positiv über den Roman. Ihr Handbuch für kreatives Schreiben The Essential Handbook for African Creative Writers wurde als „Meilenstein der afrikanischen Literatur“ bezeichnet. Die Autorin war Gast bei Lesungen in Frankreich, Deutschland, in den Niederlanden, Großbritannien, Ruanda, Simbabwe, Tansania, Brasilien, Malaysia, Thailand und in den USA. 2019 wurde Kyomuhendo vom britischen Magazin New African unter die 100 einflussreichsten Afrikaner gezählt und 2020 zum Mitglied der Civil Society Advisory Governors der Commonwealth Foundation ernannt.

## Weitere berufliche Tätigkeiten

### Tätigkeit für FEMRITE – Uganda Women Writer’s Association
FEMRITE wurde 1995 von der Autorin und Politikerin Mary Karoro Okurut mit dem Ziel gegründet, die Produktion von ugandischer Literatur und die schriftstellerische Tätigkeit von Frauen zu fördern. Zuvor gab es nur einen Verlag in Uganda (Fountain Publishers) und nur wenige publizierte Schriftstellerinnen im Vergleich zu männlichen Schriftstellern. Viele Autoren wurden während der Diktatur von Idi Amin getötet oder gingen ins Exil. Von der offiziellen Gründung im Mai 1996 mit dem Thema „Women and the Word – Empowerment through the Quill“ bis 2007 war Goretti Kyomuhendo Vorstandsmitglied und Koordinatorin der Vereinigung mit Sitz in Kampala und u. a. verantwortlich für Fundraising, Presse, Budget und Marketing der NGO. In öffentlichen Workshops wurden Texte der Teilnehmenden besprochen. Um ein größeres Publikum zu erreichen, veranstaltete FEMRITE eine Radio-Talkshow auf „Monitor FM“, welche die Zuhörer motivieren sollte, sich über Lektüreerfahrungen und Literatur auszutauschen. Daraus entstand eine Fernsehsendung mit dem Titel „The Writer’s Dawn“, in der bereits publizierte Autoren eingeladen wurden, aus ihren Büchern zu lesen. FEMRITE half darüber hinaus, eine Bücherrubrik in der Zeitung „The New Vision“ einzuführen und 1997 erschien FEMRITEs eigenes Magazin mit dem Titel „New Era“ mit Diskussionen über die Stellung der Frau in der Gesellschaft. „New Era“ wurde abgelöst von der Zeitschrift „World Write“, die Essays und literarische Texte ugandischer Schriftstellerinnen veröffentlichte. FEMRITE organisierte außerdem sogenannte Lesezelte in verschiedenen Regionen Ugandas und Kenias und „Poetry Poster“-Projekte in weiterführenden Schulen, um das Lesen bei Kindern und Jugendlichen und ihre Kreativität zu fördern. FEMRITE stellt eine Bibliothek zur Verfügung. Zu den ambitioniertesten Projekten von FEMRITE gehört eine einwöchige Veranstaltung, die jährlich stattfindet und die dem Schreiben von Frauen gewidmet ist. Internationale Gäste geben Workshops und Vorträge für die ansässigen Schriftstellerinnen. FEMRITE gründete zudem den Verlag FEMRITE Publications. Zahlreiche Mitglieder von FEMRITE gewannen Literaturpreise wie den AKO Caine Prize for African Writing oder den Beverley Nambozo Poetry Award.
2008 veranstaltete FEMRITE die erste „Women Writers Residence“, mit dem Ziel, Schriftstellerinnen aus verschiedenen Ländern miteinander in Kontakt zu bringen und die Entstehung von ugandischen Schulbüchern zu fördern. Zwischen 1996 und 2007 war die dänische NGO Humanistic Institute for Social Development (HIVOS) der Hauptsponsor von FEMRITE.

### African Writers Trust
2010 gründete Goretti Kyomuhendo in London die Stiftung African Writers Trust (AWT), die sie seither leitet. Diese setzt es sich zum Ziel, die literarische Szene in Uganda zu fördern und afrikanische Schriftsteller und Schriftstellerinnen der Diaspora mit jenen auf dem afrikanischen Kontinent zu vernetzen, um sich gegenseitig zu unterstützen. Zu den Projekten des AWT gehören ein Bewertungsprogramm für Manuskripte von Schriftstellern und Schriftstellerinnen auf dem afrikanischen Kontinent, die seit 2013 alle zwei Jahre stattfindende internationale Konferenz für Schriftsteller und Verleger, professionelle Workshops für kreatives Schreiben und das „AWT Publishing Fellowship programme“, das Nachwuchsverleger in den drei Kategorien Süd-, West- und Ostafrika fördert. Ergebnis dieses Programms ist die Publikation von drei Büchern und Richtlinien für Verleger in Afrika.

### Tätigkeit als Jurymitglied
2013 war Goretti Kyomuhendo Preisrichterin beim Commonwealth Book Prize. 2021 trat Kyomuhendo als Jurymitglied beim AKO Caine Literaturpreis für Afrikanisches Schreiben auf.

## Auszeichnungen
- Uganda National Book Trust Award, 1999, for Secrets No More in der Kategorie „bester Roman“
- International Writing Program Fellowship, 1997, University of Iowa

## Bibliografie

### Romane
- Goretti Kyomuhendo: The First Daughter. Fountain Publishers, Kampala 1997, ISBN 9970-02-119-2. // digital verfügbar in der East African Development Library (UNESCO)
- Goretti Kyomuhendo: Secrets No More. FEMRITE Publications, Kampala 1999, ISBN 9970-9010-5-2.
- Goretti Kyomuhendo: Whispers from Vera. Monitor, Kampala 2002, ISBN 9970-411-66-6.
- Goretti Kyomuhendo: Waiting. A Novel of Uganda at War. The Feminist Press, New York 2007, ISBN 978-1-55861-539-7.

### Kurzgeschichten
- Goretti Kyomuhendo: Hidden Identity. In: Mary Karooro Okurut (Hrsg.): A Woman's Voice. An Anthology of Short Stories. African Books Collective, Kampala 1998, ISBN 9970-9010-3-6, S. 82–88. / digital verfügbar in der East African Development Library (UNESCO)
- Goretti Kyomuhendo: I Watch You My Sister. In: Violet Barungi (Hrsg.): Words from a Granary. An Anthology of Short Stories by Ugandan Women Writers. FEMRITE Publications, Kampala 2001, ISBN 9970-700-01-4, S. 1–3.  (digital verfügbar in Women's World. Organization for Rights, Literature, and Development)
- Goretti Kyomuhendo: Do You Remember? In: Nick Elam (Hrsg.): Discovering Home. A Selection of Writings from the 2002 Caine Prize for African Writing. Jacana Media, Bellevue 2003, ISBN 1-919931-55-4, S. 175–181.
- Goretti Kyomuhendo: Lost and Found. In: Margaret Busby (Hrsg.): New Daughters of Africa. An International Anthology of Writing by Women of African Descent. Myriad, Brighton 2019, ISBN 978-1-912408-01-6, S. 332–335.

### Kinderbücher
- Goretti Kyomuhendo: Different Worlds. 1998.
- Goretti Kyomuhendo: Hare and the King's Cow. 2006.
- Goretti Kyomuhendo: Justus Saves His Uncle. Macmillan Publishers, Oxford 2008, ISBN 978-0-230-53319-6.
- Goretti Kyomuhendo: A Chance to Survive. Macmillan Publishers, Oxford 2008, ISBN 978-0-230-53312-7.

### Sonstiges
- Goretti Kyomuhendo: Literature and Books in Uganda's Cultural Framework. In: Eduardo Portella (Hrsg.): The Book. A World Transformed. UNESCO, Paris 2001, ISBN 92-3-103800-1, S. 39–42. / digital verfügbar
- Goretti Kyomuhendo: Was es bedeutet, eine afrikanische Schriftstellerin zu sein. Freuden und Herausforderungen. In: Susan Arndt, Katrin Berndt (Hrsg.): Kreatives Afrika. SchriftstellerInnen über Literatur, Theater und Gesellschaft. Eine Festschrift für Eckhard Breitinger. Peter Hammer, Wuppertal 2005, ISBN 3-7795-0028-0, S. 265–275. / „To be an African Woman Writer. Joys and Challenges“. In: Eckhard Breitinger, Susan Arndt, Katrin Berndt (Hrsg.): Words and Worlds. African Writing, Theater, and Society: A Commemorative Publication in Honour of Eckhard Breitinger. Africa World Press, Trenton 2007, ISBN 978-1-59221-497-6, S. 170–183.
- Goretti Kyomuhendo: Writing and Publishing in Africa. In: Mary Jay, Susan Kelly (Hrsg.): Courage and Consequence. Women Publishing in Africa. xAfrican Books Collective, Oxford 2002, ISBN 0-9521269-7-4, S. 87–93.
- Goretti Kyomuhendo: FEMRITE and the Politics of Literature in Uganda. In: Feminist Africa. Kapstadt 2003, ISSN 1726-4596, o. S.
- Goretti Kyomuhendo: The Essential Handbook for African Creative Writers. Book Baby 2013, ISBN 978-1-62675-164-4 (eebook).